# Frédéric Gaussorgues
Pour les articles homonymes, voir Gaussorgues.
Frédéric Gaussorgues est un homme politique français, né le 29 juillet 1841 à Sommières et mort le 25 juin 1903 dans la même ville.

## Mandats
- Vice-président du Conseil général du Gard (1892-1893)
- Député du Gard (1889-1898)
- Maire de Sommières
- Conseiller général du Gard pour le canton de Sommières (1881-1893), puis pour de Trèves (1895-1903)

Il est le père du préfet Louis Gaussorgues, du viticulteur Pierre Gaussorgues, et du juge Jean Gaussorgues.

### Sources
- « Frédéric Gaussorgues », dans le Dictionnaire des parlementaires français (1889-1940), sous la direction de Jean Jolly, PUF, 1960 [détail de l’édition]
- « Gaussorgues », dans Dictionnaire biographique du Gard, Paris, Flammarion, coll. « Dictionnaires biographiques départementaux » (no 45), 1904 (BNF 35031733), p. 284-285.